# Best of Blue
Best of Blue è la prima raccolta del gruppo musicale britannico Blue, pubblicata il 15 novembre 2004 dalla Innocent Records e dalla EMI.

## Tracce
1. All Rise – 3:43 (Mikkel S. Eriksen, Tor Erik Hermansen, Hallgeir Rustan, Simon Webbe, Daniel Stephens)
2. Too Close – 3:45 (Kier Gist, Darren Lighty, Robert Huggar, Raphael Brown, Robert Ford Jr., Denzil Miller, James B. Moore, Kurtis Walker, Larry Smith)
3. If You Come Back – 3:27 (Ray Ruffin, Nicole Formescu, Lee Brennan, Ian Hope)
4. Fly By II – 3:48 (Mikkel S. Eriksen, Tor Erik Hermansen, Simon Webbe)
5. One Love – 3:25 (Duncan James, Lee Ryan, Simon Webbe, Antony Costa, Mikkel S. Eriksen, Tor Erik Hermansen, Hallgeir Rustan)
6. Sorry Seems to Be the Hardest Word – 3:31 (Elton John, Bernie Taupin)
7. U Make Me Wanna – 3:39 (John McLaughlin, Harry Wilkins, Steve Robson)
8. Guilty – 3:44 (Duncan James, Gary Barlow, Eliot Kennedy, Tim Woodcock)
9. Signed, Sealed, Delivered I'm Yours – 3:39 (Stevie Wonder, Lee Garrett, Syreeta Wright, Lula Mae Hardaway)
10. Breathe Easy – 3:40 (Lee Ryan, Lars Halvor Jensen, Martin M. Larsson)
11. Bubblin' – 3:42 (Antony Costa, Lars Halvor Jensen, Johannes Jørgensen, Ali Tennant)
12. Curtain Falls – 4:03 (Antony Costa, Tor Erik Hermansen, Lee Ryan, Simon Webbe, Duncan James, DJ Wonder, Hallgeir Rustan, Mikkel S. Eriksen)
13. Get Down on It – 4:36 (Ronald Nathan Bell, Claydes Charles Smith, George Melvin Brown, James "J.T." Taylor, Robert Spike Mickens, Robert Earl Bell, Eumir Deodato) – originariamente interpretata dai Kool & the Gang
14. Love at First Sight – 3:55 (Craig Hardy, John Reid, Lee Ryan)
15. Best in Me (2004) – 3:12 (Jem Godfrey, Bill Padley)

Traccia bonus nell'edizione italiana
1. A chi mi dice – 4:34 (Lee Ryan, Lars Halvor Jensen, Martin M. Larsson)

Traccia bonus nell'edizione francese
1. You & Me Bubblin' (with Link'Up) – 3:08 (Antony Costa, Lars Halvor Jensen, Johannes Jørgensen, Ali Tennant)

CD bonus nella Special Limited Fans Edition
1. If It Takes All Night – 3:26
2. After the Show – 3:31
3. Only Words I Know – 3:38
4. Long Time (Smooth Mix) – 4:35

- Enhanced Section Features

1. When Summer's Gone (Filmed Live at Riverside) – 4:12
2. New Documentary – 15:00
3. Picture Gallery Featuring If You Come Back (8 Jam Street Mix) – 4:59

## Classifiche

### Classifiche settimanali
| Classifica (2004) | Posizione massima |
| ----------------- | ----------------- |
| Austria           | 11                |
| Belgio (Fiandre)  | 37                |
| Belgio (Vallonia) | 76                |
| Europa            | 6                 |
| Francia           | 5                 |
| Germania          | 7                 |
| Giappone          | 14                |
| Grecia            | 5                 |
| Irlanda           | 26                |
| Italia            | 1                 |
| Nuova Zelanda)    | 25                |
| Paesi Bassi       | 72                |
| Portogallo        | 2                 |
| Regno Unito       | 6                 |
| Scozia            | 12                |
| Spagna            | 88                |
| Svizzera          | 8                 |
| Taiwan            | 1                 |
| Classifica (2005) | Posizione massima |
| Danimarca         | 9                 |
| Norvegia          | 11                |

### Classifica di fine anno
| Classifica (2004) | Posizione |
| ----------------- | --------- |
| Regno Unito       | 37        |
| Classifica (2005) | Posizione |
| Italia            | 9         |
| Svizzera          | 49        |